# Lippisch P.010
Lippisch P.010 war die Bezeichnung für zwei unterschiedliche Entwürfe Alexander Lippischs, dem Leiter der „Abteilung L“ bei den Messerschmitt-Werken. Der erste Entwurf vom November 1941 sah einen Zerstörer mit zwei Strahltriebwerken vor, während ein zweiter Entwurf vom Mai 1942 sich mit der Konstruktion eines propellergetriebenen Schnellbombers befasste. Beide Konzepte verwendeten die grundsätzliche für die Me 163 typische Auslegung als schwanzloser Mitteldecker, jedoch mit deutlich vergrößerten Abmessungen.

## Entwurf November 1941

### Konstruktion
Das im November 1941 von Rudolf Rentel vorgelegte Konzept sah einen freitragenden Mitteldecker mit zwei Strahltriebwerken vor. In der Rumpfmitte sollten zwei Brennstoffbehälter untergebracht werden, unter denen sich der interne Bombenschacht befand, der eine Bombenlast von 1000 kg aufnehmen sollte. Die Defensivbewaffnung bestand aus zwei heckwärts feuernden Maschinengewehren, die vom Piloten mittels eines Periskops bedient werden sollten.

### Technische Daten
| Kenngröße             | Daten                                    |
| --------------------- | ---------------------------------------- |
| Besatzung             | 1                                        |
| Länge                 | 8,50 m                                   |
| Spannweite            | 13,40 m                                  |
| Höhe                  | 3,80 m                                   |
| Flügelfläche          |                                          |
| Flügelstreckung       |                                          |
| Leermasse             |                                          |
| max. Startmasse       |                                          |
| Höchstgeschwindigkeit | 850 km/h                                 |
| Dienstgipfelhöhe      |                                          |
| Reichweite            |                                          |
| Triebwerke            | 2 Strahltriebwerke BMW 003 mit je 900 kp |
| Bewaffnung            | 2 MG 131/20 (Bug) und 2 MG 131/20 (Heck) |
| Abwurflast            | 1000 kg                                  |

## Entwurf Mai 1942

### Geschichte
Nachdem sich die Messerschmitt Me 210 im Einsatz weitgehend als Fehlschlag herausgestellt hatte, schlug Lippisch eine Neukonstruktion vor, die aber viele Teile der Me 210 übernehmen sollte. Der Entwurf sah ein Kolbentriebwerk Daimler-Benz DB 606 vor, das über eine Fernwelle einen Druckpropeller antreiben sollte. Der Entwurf wurde anschließend von Ing. Stender durchkonstruiert und erhielt die Bezeichnung Me 265. Von der Me 210 war die Übernahme des Rumpfvorderteils, Teile des Seitenleitwerks und die Bewaffnung neben zahlreicher Ausrüstungsteile geplant. Zu einer Produktionsaufnahme kam es jedoch nicht, weil stattdessen die Me 410 in Serie ging, die eine noch größere Zahl an Me 210 Komponenten verwenden konnte.